# Иван Телегин
Иван Алексејевич Телегин (рус. Иван Алексеевич Телегин; Новокузњецк, 28. фебруар 1992) професионални је руски хокејаш на леду који игра на позицији деснокрилног нападача.
Играчку каријеру започиње 2007. у јуниорском саставу екипе Металурга из родног му Новокузњецка, са којом је освојио првенство Русије 2009. за играче до 17 година. Потом одлази у северну Америку где је у наредне три године играо у развојним јуниорским лигама. Учестовао је на драфту НХЛ-а за 2010. где га је у 4. рунди као 101. пика одабрала екипа Атлантра трашерса. Како није успео да се наметне екипи Џетса (Трашерси су преселили у Винипег) и заигра у НХЛ лиги, 2014. се враћа у Европу и потписује уговор са КХЛ лигашем ЦСКА из Москве. Са московљанима је 2016. продужио уговор на још три сезоне.
Та репрезентацију Русије дебитовао је 2008. на светском првенству за играче до 17 година, док је за сениорску репрезентацију први пут заиграо током 2015. године. На светским првенствима дебитовао је на СП 2016. у Русији где је освојио бронзану медаљу.
Након СП 2016. оженио се са чувеном руском певачицом традиционалних песама Пелагејом Хановом.

## Вди још
- ХК ЦСКА
- Светско првенство у хокеју на леду 2016.